# Ricardo Lucarelli Souza
Ricardo Samuel Lucarelli Santos de Souza o simplemente Ricardo Lucarelli (Contagem, Brasil, 14 de febrero de 1992) es un jugador profesional de voleibol brasileño que juega como punta en el Itas Trentino Italiano y en la selección brasileña.